# 駒井蓮のニポミン!
『駒井蓮のニポミン!』（こまいれんのニポミン!）は、NHK-FMで放送されていたラジオの民謡番組。2022年1月2日(日)と1月3日(月)に新春特番として放送（10:15-11:15）した後にレギュラー放送化。同年4月10日から2024年3月22日まで放送された。後継番組は『出会いは!みんようび』。

## 概要
2021年度以前の『吉木りさのタミウタ』から放送枠とその役割を引き継ぎ、ラジオの新しい民謡番組として放送を始める。名称の「ニポミン」とは、過去に同枠で放送された『日本の民謡』の略であった。
番組では、リラックスした雰囲気で民謡の初心者のリスナーにも「立ち寄ってもらえるよう」、民謡の魅力を伝える専門の番組を趣旨とした。
放送の構成としては、原則として第1-3週目はゲストコーナーとして、民謡歌手あるいは民謡愛好家の著名人が2人1組で出演し、スタジオライブやCD音源の演奏、トークなどを披露する。概ね前半が著名人とのトークとその人の選曲した民謡のCDあるいは局の保存するアーカイブ音源を聞かせ、後半は民謡歌手のスタジオライブ（3－4曲程度）が行われる。第4週はリスナーから寄せられたリクエストを基に構成するが、第5週がある月には、その回をアンコール放送に充当している（以下の#放送内容とゲスト節も参照）。
2023年度は25分番組となるため、民謡愛好家著名人のトークコーナーを二分して第1、2週に設け、スタジオライブは基本的に月の後半の第3週にそれぞれ新作を放送した。リクエストやアンコール放送は主に第4、5週目を中心に随時行うスタイルに移行した。概ね、4週までの月の第4週にリクエスト、5週目まであれば第4、5週にわたって著名人ゲストのコーナーをアンコールするか、どちらか一方の週にスタジオライブのアンコールを受け、もう一方の週は新作のリクエストに充当した。まれに4週のみの時でも3-4週目をアンコールに充当することもあった。また2023年10月のように、第3-4週に著名人ゲストのコーナーを置き、新作を流す事例もある。
2024年度の後継番組は、新番組「出会いは!みんようび」が生放送の枠を引き継いだ。

## 放送時間
2022年度
毎週日曜日 11:00-11:50
NHK沖縄放送局に限り、原則として月1回は『沖縄ミュージックジャーニー』の再放送に充てられ、その日に限りネット返上扱いとなる。その場合もラジオ放送用のアプリで聴くことができ、録音版も利用できるらじる★らじる、またはインターネット生配信はradikoの東京放送センター発信を利用可能である。
2023年度
毎週金曜日 11:25-11:50
NHK千葉放送局とNHKさいたま放送局、NHK横浜放送局、NHK宇都宮放送局に限り、当該時間帯は地域情報番組の生放送枠につき放送しないが、周辺都県局の直接受信とインターネット放送の補完聴取は可能である。

## パーソナリティ
- 駒井蓮
- 美鵬直三朗（びほう なおさぶろう）囃子方美鵬駒三朗（美鵬流家元）の孫[7]。

## 放送内容とゲスト
以下はそれぞれ出演者の50音順、局の公式発表による。
| 日付         | 出演者     | 出演者   | 出演者   | 備考0000 |
| ------------ | ---------- | -------- | -------- | -------- |
| 2022年1月2日 | 島崎和歌子 | 彩青     | 辻本好美 |          |
| 同年1月3日   | いずみ朔庵 | 成瀬茉倫 | 山上衛   |          |

| 通番 | 出演者                                    | 出演者                                    | 出演者                                    | 備考0000              |
| ---- | ----------------------------------------- | ----------------------------------------- | ----------------------------------------- | --------------------- |
| 01   | 伊奈かっぺい                              | 横川裕子                                  |                                           |                       |
| 02   | 林家あずみ                                | 福士豊桜                                  |                                           |                       |
| 03   | 4月のリクエスト特集                       | 4月のリクエスト特集                       | 4月のリクエスト特集                       |                       |
| 04   | 古坂大魔王                                | 塚原ゆかり                                |                                           |                       |
| 05   | ALIAKE                                    | 梅元遥香                                  |                                           |                       |
| 06   | 5月のリクエスト特集                       | 5月のリクエスト特集                       | 5月のリクエスト特集                       |                       |
| 07   | 川嶋志乃舞                                | 小野田浩二                                |                                           |                       |
| 08   | 渡辺徹                                    | 森田彩                                    |                                           |                       |
| 09   | 寺尾沙穂                                  | 木津かおり                                |                                           |                       |
| 10   | 6月のリクエスト特集                       | 6月のリクエスト特集                       | 6月のリクエスト特集                       |                       |
| 11   | マイア・バルー                            | 橋本大輝                                  |                                           |                       |
| 12   | 宮沢和史                                  | 上妻宏光                                  |                                           |                       |
| 13   | 髙田都耶子                                | 三音麻央                                  |                                           |                       |
| 14   | 7月のリクエスト特集                       | 7月のリクエスト特集                       | 7月のリクエスト特集                       |                       |
| 15   | 鳳蝶美成                                  | 里アンナ                                  |                                           |                       |
| 16   | 8月のリクエスト特集                       | 8月のリクエスト特集                       | 8月のリクエスト特集                       |                       |
| 17   | 為末大                                    | 會澤あゆみ                                |                                           |                       |
| 18   | 西川貴教                                  | 松坂ゆうき                                |                                           |                       |
| 19   | 横浜聡子                                  | おもだか秋子                              |                                           |                       |
| 20   | 9月のリクエスト特集                       | 9月のリクエスト特集                       | 9月のリクエスト特集                       |                       |
| 21   | 花井美香                                  | 小山みつな                                |                                           |                       |
| 22   | 鴻上尚史                                  | 山本裕美子                                |                                           |                       |
| 23   | 古今亭駒治                                | 吉田香央里                                |                                           |                       |
| 24   | 10月のリクエスト特集                      | 10月のリクエスト特集                      | 10月のリクエスト特集                      |                       |
| 25   | 石丸謙二郎                                | 坂崎守寛                                  |                                           | [ 注釈 6 ]            |
| 26   | 市川笑三郎                                | 小野花子                                  |                                           |                       |
| 27   | 印度カリー子                              | 福本えみ                                  |                                           |                       |
| 28   | 11月のリクエスト特集                      | 11月のリクエスト特集                      | 11月のリクエスト特集                      |                       |
| 29   | 奈良美智                                  | 中村優                                    |                                           |                       |
| 30   | 元ちとせ                                  | 阿部金三郎                                |                                           |                       |
| 31   | 12月のリクエスト特集                      | 12月のリクエスト特集                      | 12月のリクエスト特集                      |                       |
| 32   | ALIAKE（2回目）                           | ALIAKE（2回目）                           | ALIAKE（2回目）                           |                       |
| 33   | 矢柴俊博                                  | かすみ                                    |                                           |                       |
| 34   | 1月のリクエスト特集                       | 1月のリクエスト特集                       | 1月のリクエスト特集                       |                       |
| 35   | 2月のリクエスト特集                       | 2月のリクエスト特集                       | 2月のリクエスト特集                       | [ 注釈 7 ] [ 要出典 ] |
| 36   | 朝倉さや                                  | ゆかり                                    |                                           |                       |
| 37   | 伊東四朗                                  | 谷島明世                                  |                                           |                       |
| 38   | 角銅真実                                  | 髙橋律圭                                  |                                           |                       |
| 39   | 4月のリクエスト特集                       | 4月のリクエスト特集                       | 4月のリクエスト特集                       | [ 注釈 8 ]            |
| 40   | 神田伯山（前編）                          | 神田伯山（前編）                          |                                           | [ 注釈 9 ]            |
| 41   | 神田伯山（後編）                          | 神田伯山（後編）                          |                                           |                       |
| 42   | 成世昌平                                  |                                           |                                           |                       |
| 43   | 民謡マスターへの道（1）                   | 民謡マスターへの道（1）                   | 山本泉                                    |                       |
| 44   | 内藤大助（前編）                          | 内藤大助（前編）                          |                                           |                       |
| 45   | 内藤大助（後編）                          | 内藤大助（後編）                          | 吉田昌紀子                                |                       |
| 46   | 小山貢                                    |                                           |                                           |                       |
| 47   | 5月のリクエスト特集                       | 5月のリクエスト特集                       | 5月のリクエスト特集                       |                       |
| 48   | 阿部海太郎（前編）                        | 阿部海太郎（前編）                        |                                           |                       |
| 49   | 阿部海太郎（後編）                        | 阿部海太郎（後編）                        | 加賀山紋                                  |                       |
| 50   | 民謡マスターへの道（2）                   | 民謡マスターへの道（2）                   | 元井美穂                                  |                       |
| 51   | 藤沢文翁（前編）                          | 藤沢文翁（前編）                          |                                           |                       |
| 52   | 藤沢文翁（後編）                          | 藤沢文翁（後編）                          | 森田彩                                    |                       |
| 53   | 早坂文枝                                  |                                           |                                           |                       |
| 54   | 7月のリクエスト特集                       | 7月のリクエスト特集                       | 7月のリクエスト特集                       |                       |
| 55   | 山崎バニラ（前編）                        | 山崎バニラ（前編）                        |                                           |                       |
| 56   | 山崎バニラ（後編）                        | 山崎バニラ（後編）                        | 稲庭淳                                    |                       |
| 57   | 民謡マスターへの道（3）                   | 民謡マスターへの道（3）                   | 天野りえ                                  |                       |
| 58   | 石川紅奈（前編）                          | 石川紅奈（前編）                          |                                           |                       |
| 59   | 石川紅奈（後編）                          | 石川紅奈（後編）                          | 星野勇人                                  |                       |
| 60   | 宮崎美子（前編）                          | 宮崎美子（前編）                          |                                           |                       |
| 61   | 宮崎美子（後編）                          | 宮崎美子（後編）                          | 田中祥子                                  |                       |
| 62   | 平野紗季子（前編）                        | 平野紗季子（前編）                        |                                           |                       |
| 63   | 平野紗季子（後編）                        | 平野紗季子（後編）                        | 石川きよ美                                |                       |
| 64   | 近藤良平（前編）                          | 近藤良平（前編）                          |                                           |                       |
| 65   | 近藤良平（後編）                          | 近藤良平（後編）                          | 江島ちあき                                |                       |
| 66   | 民謡マスターへの道（4）                   | 民謡マスターへの道（4）                   | 塚原ひろ美                                |                       |
| 67   | 11月のリクエスト特集                      | 11月のリクエスト特集                      | 11月のリクエスト特集                      |                       |
| 68   | 原田直之                                  |                                           |                                           |                       |
| 69   | 民謡マスターへの道（5）                   | 民謡マスターへの道（5）                   |                                           |                       |
| 70   | 吉田類（前編）                            | 吉田類（前編）                            |                                           |                       |
| 71   | 吉田類（後編）                            | 吉田類（後編）                            | 清野明子                                  |                       |
| 72   | 2月のリクエスト特集                       | 2月のリクエスト特集                       | 2月のリクエスト特集                       |                       |
| 73   | 公開収録・スタジオ民謡ライブ（前編）      | 公開収録・スタジオ民謡ライブ（前編）      | 公開収録・スタジオ民謡ライブ（前編）      |                       |
| 73   | 柳亭小痴楽                                | 小沢千月                                  | 竹野留里                                  |                       |
| 74   | 公開収録・スタジオ民謡ライブ（中編）      | 公開収録・スタジオ民謡ライブ（中編）      | 公開収録・スタジオ民謡ライブ（中編）      |                       |
| 74   | 同3名                                     |                                           |                                           |                       |
| 75   | 公開収録・スタジオ民謡ライブ（後編）      | 公開収録・スタジオ民謡ライブ（後編）      | 公開収録・スタジオ民謡ライブ（後編）      |                       |
| 75   | 同3名                                     |                                           |                                           |                       |
| 76   | 戸田彬                                    |                                           |                                           |                       |
| 77   | 小杉真貴子                                |                                           |                                           |                       |
| 78   | 総集編（前編）特選 ゲスト名言スペシャル！ | 総集編（前編）特選 ゲスト名言スペシャル！ | 総集編（前編）特選 ゲスト名言スペシャル！ |                       |
| 79   | 総集編（後編）感謝の最終回スペシャル！    | 総集編（後編）感謝の最終回スペシャル！    | 総集編（後編）感謝の最終回スペシャル！    |                       |